# Bulguksa
Bulguksa är ett buddhistiskt tempel i staden Gyeongju i provinsen Norra Gyeongsang i Sydkorea. Det är sedan 1995 ett av Unescos världsarv.

## Historia
Templet uppfördes år 528 men övergavs senare. Det återuppbyggdes 751 under Gim Daesong för att lugna hans föräldrars själar. Byggnaden stod klar 774 och templet fick sitt nuvarande namn. Templet renoverades under Koryo-dynastin och början av Joseon-dynastin. Under Japans invasion mellan 1592 och 1598 brändes byggnaderna ner till grunden. En rekonstruktion påbörjades 1604, följd av cirka 40 renoveringar fram till 1805. Som med många kloster förföll det under 1800-talet på grund av Koreas förtryck av buddhismen. Dock drog de till sig japanska forskares intresse, och under Chosens regering genomfördes en stor restaurering 1924. Efter andra världskriget, negligerade man templet i två årtionden. En restaurering gjordes av vissa delar 1966, och med den stora restaureringen mellan 1969 och 1973 under president Park Chung Hee fick Bulguksa sitt nuvarande utseende.
Templet anses vara ett mästerverk från buddhistiska konstens gyllene era i kungariket Silla. Bulguksa omnämns ibland som Buddalandets tempel och förvarar många nationella skatter.
På tempelområdet finns två pagoder, vilket är ovanligt. Den jordiska och de två himmelska boningarna manifesteras i Bulguksa: Den jordiska med en Shakyamuni Budda Lotus Sutra, de himmelska med Amitabha Budda Avatamska Sutra
Det store tempelområdet ligger mitt emellan två gårdsplaner. Mitt på den ena av gårdsplanerna ligger Daeungjeon, byggnaden som hyser Shakyamuni-Buddan. På den andra gårdsplanen ligger Geungnakjeon, Paradisbyggnaden, som hyser Sju skatters bro Chilbogyo.
1995 sattes Bulguksa, tillsammans med grottorna i Seokguram, upp på Unescos världsarvslista.